# Nokia 3650
Il Nokia 3650 è uno smartphone prodotto dalla Nokia e facente parte della Serie 60. È stato il primo cellulare commercializzato negli Stati Uniti ad avere una fotocamera integrata.
Uno dei difetti universalmente riconosciuti di questo cellulare è la tastiera circolare, in sostituzione alla classica tastiera lineare. Dopo poco tempo infatti il Nokia 3650 fu sostituito dal Nokia 3660, dotato di una tastiera regolare.

## Caratteristiche tecniche
- Anno di commercializzazione: 2002
- Reti: TriBand GSM 900 -1800 -1900 MHz, GPRS Classe 4
- Dimensioni: 130 x 57 x 26 mm
- Massa con batteria in dotazione: 130 g
- Risoluzione display: 176 x 208 pixel a 4 096 colori, TFT
- Diagonale del display: 2,1 pollici
- Sistema operativo: Symbian OS 6.1 Series60 v1.2
- CPU: RISC 32 bit basata su ARM 9, 104 MHz
- Fotocamera: sì (0,3 mpix), possibilità di registrazione video
- Batteria: BL-5C, 3,7V 850 mAh Li-ion
- Kit acquisto: manuale d'uso, una batteria, caricabatteria da viaggio
- Autonomia in standby: 200 ore
- Autonomia in conversazione: 240 minuti
- Memoria interna: 4 MB dinamica, espandibile con MMC
- Browser XHTML su dati GSM, HSCSD e GPRS
- Supporto Java MIDP 1.0